# Maximilian zu Bentheim-Tecklenburg

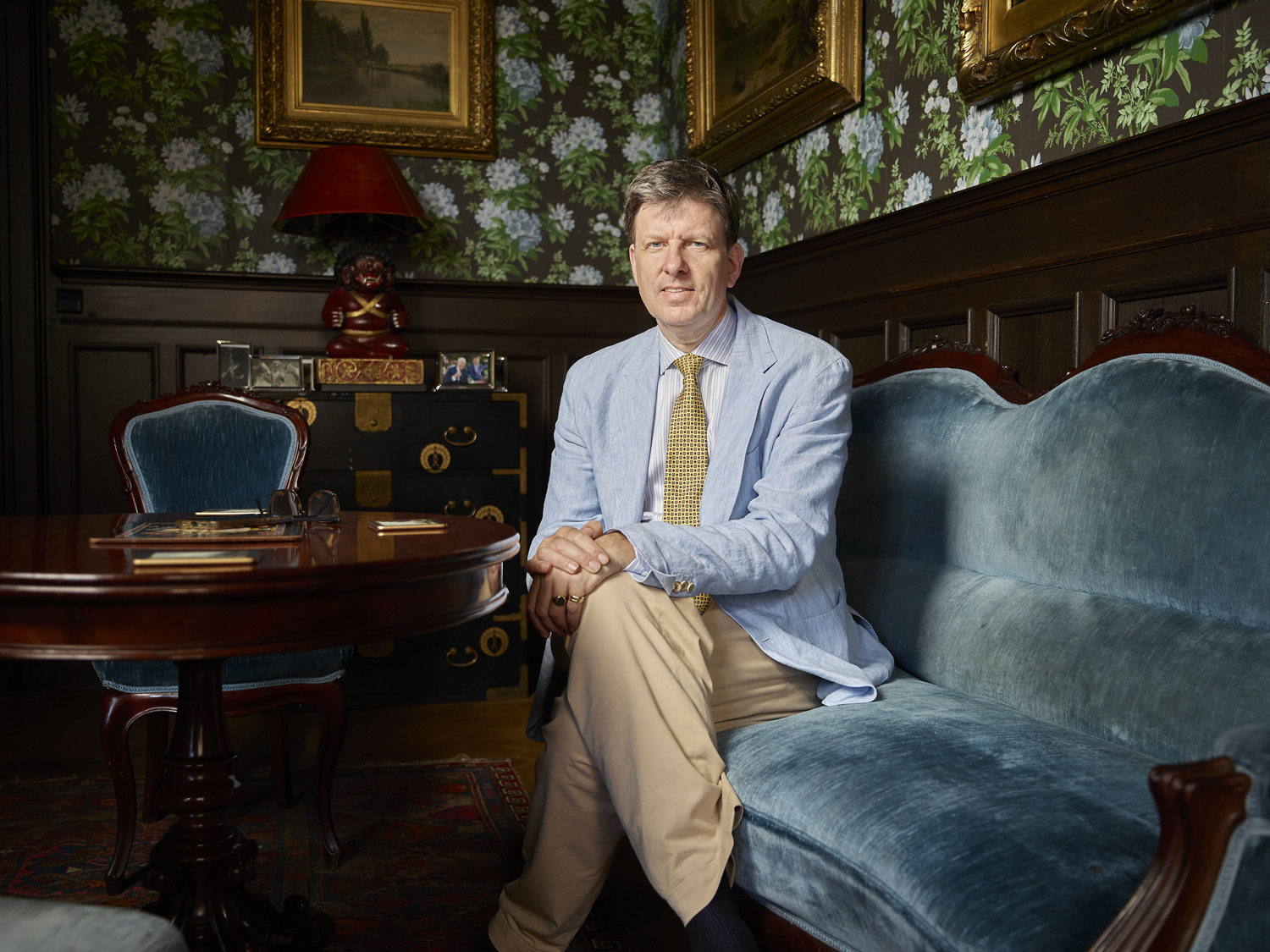
Maximilian zu Bentheim-Tecklenburg (2024)

Maximilian Nicolaus Moritz-Casimir Prinz zu Bentheim-Tecklenburg (* 6. August 1969 in Rheda) ist ein deutscher Unternehmer und Kunsthistoriker. Er ist das Oberhaupt des Hauses Bentheim-Tecklenburg und seit Mai 2019 Präsident der Deutschen Burgenvereinigung. Seit dem Tod seines Vaters 2014 führt er den Titel Fürst zu Bentheim-Tecklenburg.

## Familie
Maximilian zu Bentheim-Tecklenburg wurde 1969 in Rheda als jüngster Sohn von Moritz-Casimir Prinz zu Bentheim-Tecklenburg und Huberta (Sissi) Gräfin von Hardenberg geboren.
Seine älteren Brüder sind Carl-Gustav (* 1960), Philipp (* 1964) und Christoph (1966–1987). Die Familie wohnte viele Jahre auf dem kleinen Wasserschloss Haus Bosfeld bei Rheda-Wiedenbrück, 1987 erfolgte der Umzug auf den alten Stammsitz Schloss Rheda.
2000 heiratete er in Rheda-Wiedenbrück die Kunsthistorikerin Marissa Clare Fortescue (* 1973), eine Großnichte von Rosamunde Pilcher und Enkelin von Denzel George Fortescue, 6th Earl Fortescue (1893–1977). Das Paar lebt mit seinen vier Kindern auf dem Residenzschloss zu Rheda.

## Leben
Maximilian zu Bentheim-Tecklenburg hat Kunstgeschichte, Management und Betriebswirtschaftslehre in Paris, Cambridge und London studiert. Heute verwaltet er Immobilien, Schlösser, Gärten und Forsten im eigenen Bestand. Dazu zählen die Schlösser in Rheda, Bosfeld, Hohenlimburg, das Rötteken-Palais, sowie die ehemaligen Klöster in Herzebrock und Clarholz.
Zudem ist er Eigentümer des Fürstlichen Archiv Rheda und der Fürstlich zu Bentheim-Tecklenburgischen Musikbibliothek Rheda sowie des Fürstlichen Marstalls Schloss Rheda.
Zusammen mit seiner Ehefrau Marissa veranstaltete er von 2003 bis 2016 das Gartenfestival „Frühling im Park“ im Schlosspark Rheda. Dazu wurden auch immer wieder prominente Gäste eingeladen wie u. a. der Publizist Asfa-Wossen Asserate, die Schauspielerin Gudrun Landgrebe oder die englische Autorin Rosamunde Pilcher. Ab 2017 wurde die Veranstaltung in den Schloss- und Klostergarten Clarholz verlegt und ein Jahr später eingestellt.
Mehrmals im Jahr öffnet er die Festräume auf Schloss Rheda und Hohenlimburg für Empfänge, Konzerte und kulturelle Veranstaltungen.
Maximilian zu Bentheim-Tecklenburg hat zahlreiche Ehrenämter, von 2005 bis 2020 war er Vorsitzender der „Vereinigung des Adels im Rheinland und in Westfalen-Lippe“ und von 2016 bis 2022 Präsident des „Vereins der Deutschen Standesherren“. Am 5. Mai 2019 wurde zu Bentheim-Tecklenburg, der zuvor dem Präsidium angehörte, Präsident der Deutschen Burgenvereinigung. Zudem ist er im Beirat der Vereinigten Westfälischen Adelsarchive.

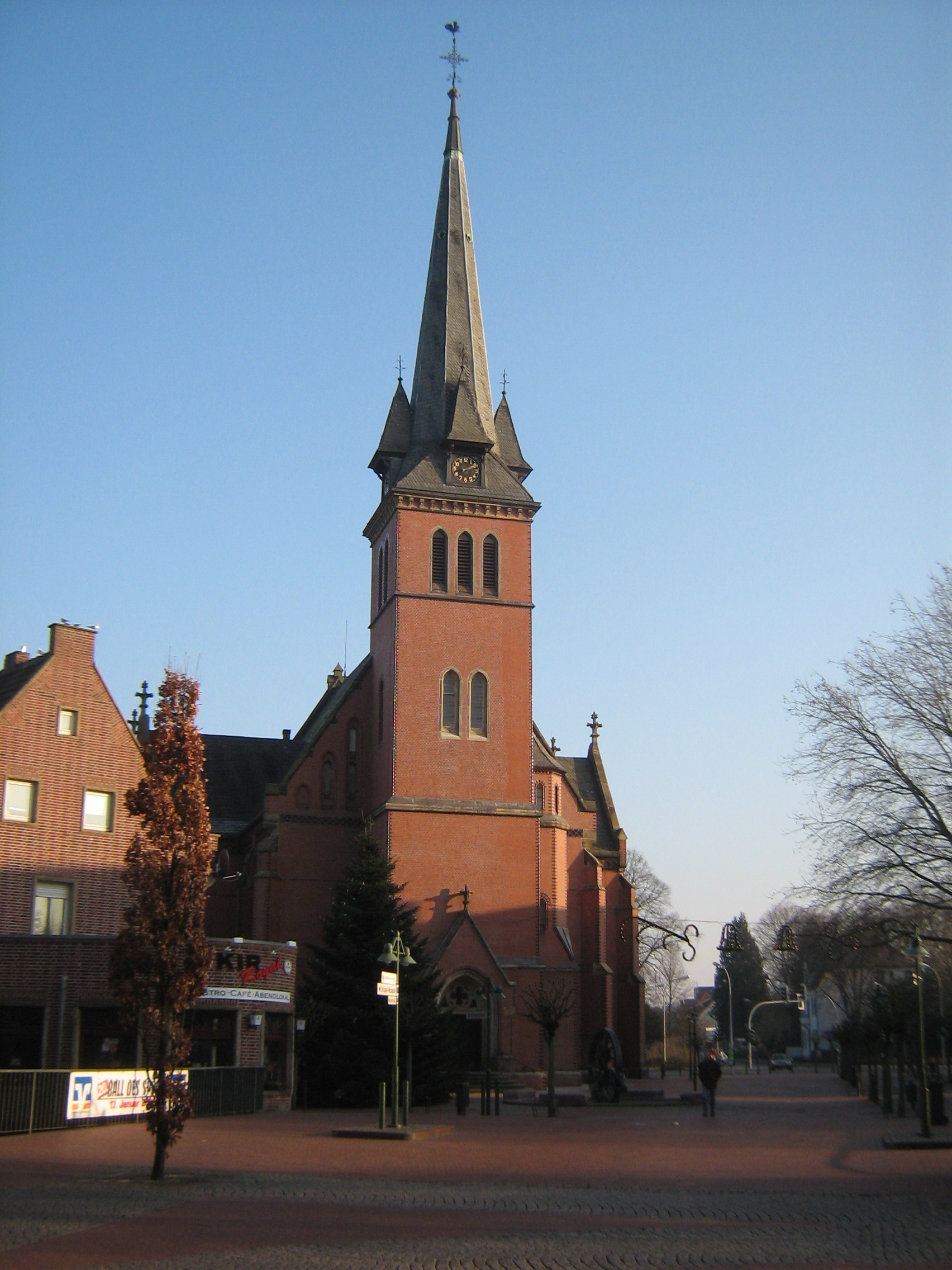
Evangelische Stadtkirche Gronau (Westf.)

Des Weiteren hat er das Kirchenpatronat über zwölf Gemeinden, darunter sind die Ev. Reformierte Gemeinde der alten Hofkirche Hohenlimburg, die evangelische
Kirchengemeinde Elsey und der Ev. Stadtkirche Gronau (Westf.).
Als Schirmherr oder Sponsor unterstützt er mit dem Fürstenhaus diverse karitative, kirchliche und gesellschaftliche Projekte.
Maximilian zu Bentheim-Tecklenburg ist wie sein Vater ein engagierter Denkmalschützer sowie ein passionierter Naturfreund und Jäger.

## Film
- Beikirchers Entdeckungen – Der Meuchelmord (Folge 2). WDR - Fernsehen, Deutsche Erstausstrahlung 4. Januar 2009.[11]
- Dynastien in NRW – Die Fürsten zu Bentheim-Tecklenburg. WDR - Reportage von Jobst Knigge (45 Min.), Ausstrahlung 3. Januar 2010.[12]
- Der deutsche Adel – Von Fürsten, Schlössern und Manieren. ZDFzeit - Dokumentation © 2012.[13]